# Ōhira (Miyagi)
Ōhira (jap. 大衡村 Ōhira-mura) – wieś w Japonii, na wyspie Honsiu, w prefekturze Miyagi. Według danych na rok 2020 miejscowość zamieszkiwało 5 849 mieszkańców , a gęstość zaludnienia wyniosła 97 os./km².